# Kuppagadde, Sorab
Kuppagadde là một làng thuộc tehsil Sorab, huyện Shimoga, bang Karnataka, Ấn Độ.